# 古牛降埃蛛
古牛降埃蛛（学名：Epectris conujiangensis）为卵形蛛科埃蛛属的动物。在中国大陆，分布于安徽等地。该物种的模式产地在安徽石台。